# Sore (Landes)
Sore [sɔʁ] (okzitanisch: Sòra) ist eine französische Gemeinde mit 1.162 Einwohnern (Stand: 1. Januar 2022) im Département Landes in der Region Nouvelle-Aquitaine. Sie gehört zum Arrondissement Mont-de-Marsan und zum Kanton Haute Lande Armagnac.

## Geographie
Die Gemeinde Sore liegt etwa 50 Kilometer nordnordwestlich von Mont-de-Marsan und etwa 60 Kilometer südlich von Bordeaux am Fluss Petite Leyre in der Region Armagnac. Das Gemeindegebiet von Sore grenzt an das Département Gironde und liegt im Regionalen Naturpark Landes de Gascogne. Umgeben wird Sore von den Nachbargemeinden Argelouse im Nordwesten und Norden, Saint-Symphorien im Norden, Bourideys im Nordosten, Callen im Osten, Luxey im Osten und Südosten, Trensacq im Süden und Südwesten, Pissos im Westen sowie Belhade im Nordwesten.

## Bevölkerungsentwicklung

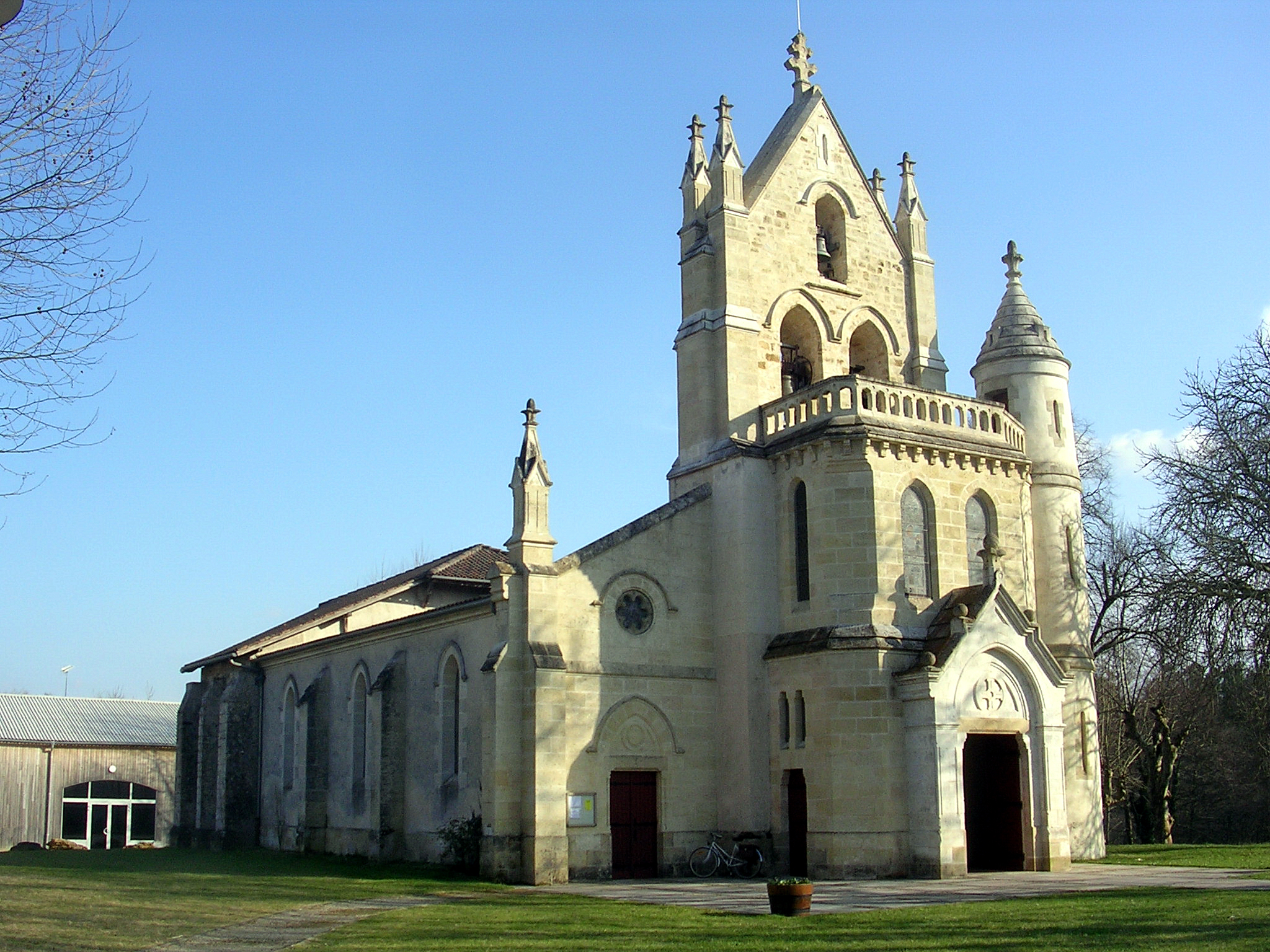
Kirche Saint-Jean-Baptiste

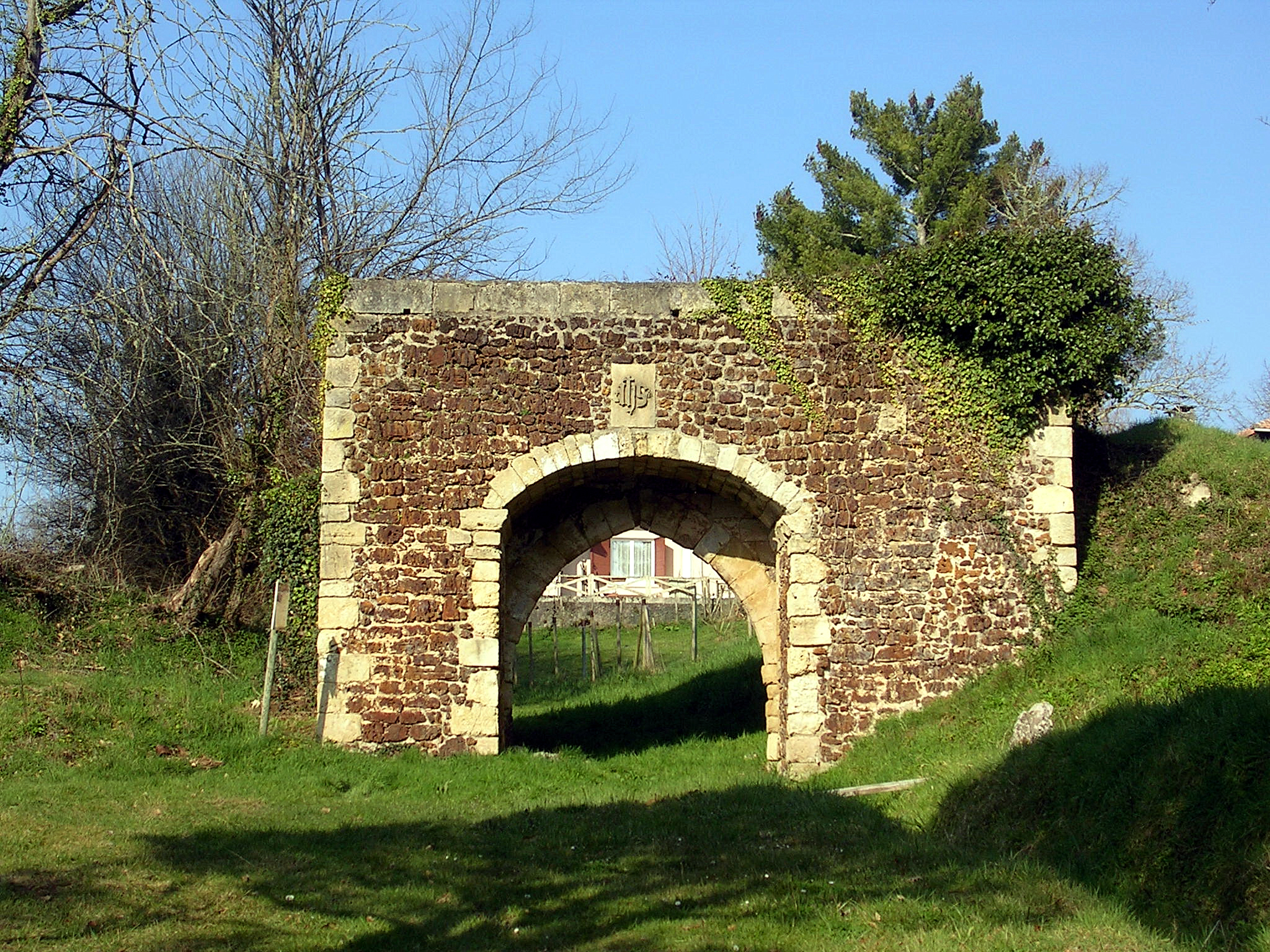
Porte des Anglais

| Jahr                       | 1962 | 1968 | 1975 | 1982 | 1990 | 1999 | 2006 | 2013 | 2021 |
| -------------------------- | ---- | ---- | ---- | ---- | ---- | ---- | ---- | ---- | ---- |
| Einwohner                  | 1059 | 933  | 918  | 843  | 883  | 898  | 985  | 1071 | 1162 |
| Quellen: Cassini und INSEE |      |      |      |      |      |      |      |      |      |

## Sehenswürdigkeiten
- Kirche Saint-Jean-Baptiste aus dem 12. Jahrhundert, Monument historique seit 1992
- Englische Pforte (Porte des Anglais) aus der zweiten Hälfte des 13. Jahrhunderts

## Verkehr
Der Ort hatte einen Bahnhof an der Bahnstrecke Nizan–Luxey, der am 30. November 1876 von der Compagnie du chemin de fer d’intérêt local du Nizan à Saint Symphorien eröffnet wurde. Zehn Jahre war er Endpunkt der Strecke, die 1886 über Sore hinaus bis Luxey verlängert wurde. Der Personenverkehr endete am 31. Dezember 1954, der Güterverkehr zum Jahresende 1970.
Sore liegt an der ehemaligen Nationalstraße N 651, die 1973 zur Departementsstraße D 651 abgestuft wurde. Nächste Autobahn ist die A 63 mit der Anschlussstelle 17 (Liposthey).